# Nathan Fake
Nathan Fake, nacido en 1983 en Norfolk, Inglaterra, es un productor de música electrónica.
Conocido mundialmente por temas como "The sky was pink", "Outhouse" o "Coheed".

## Discografía

### Álbumes
- Watlington Street (2004) - Cambria Instruments
- Dinamo (2005) - Cambria Instruments
- Drowning in a Sea of Love (2006) - Border Community
- Hard Islands (2009) - Border Community
- Steam Days (2012) - Border Community
- Glaive (2015) - Cambria Instruments
- Providence (2017) - Ninja Tune
- Blizzards (2020) - Cambria Instruments
- Sangenjo (2021) - Cambria Instruments
- Crystal Vision (2023) - Cambria Instruments

### EP
- Outhouse (2003) - Border Community
- Watlington Street EP (2004) - Saw Recordings
- The Sky Was Pink (2004) - Border Community
- Dinamo EP (2005) Traum Schallplatten
- Silent Night (2005) - Border Community 7" release
- Drowning in a Sea of Remixes (Remix EP) (2006) - Border Community
- You Are Here (2007) - Border Community
- Iceni Strings (2012) - Border Community

### Remixes
- Neon Jung – "Delirium Tremens (Nathan Fake Remix)" - Magic Wire Recordings (2012)
- Radiohead – "Morning Mr Magpie (Nathan Fake Remix)" - Ticker Tape Ltd (2011)
- Piroth – "Dance Closer (Nathan Fake Remix)" - Oma Gusti (2011)
- Jon Hopkins – "Wire (Nathan Fake Remix)" - Double Six Records (2010)
- Vincent Oliver – "Cluods in The Haeds (Nathan Fake Remix)" -Lo Recordings (2008)
- Shocking Pinks – "Dressed To Please (Nathan Fake Remix)" - DFA Records (2008)
- Tiefschwarz – Isst (Nathan Fake Remix) - Fine Records (2005)
- Steve Lawler – Out at Night (Nathan's Night In) - Subversive Records (2004)
- DJ Remy – Scrambled (Nathan Fake Remix) - Additive Records (2004)
- Perc – Closer (Nathan Fake Remix) - Premier Sounds (2004)
- Avus – Real (Nathan Fake Remix) - Border Community (2004)

### Apariciones en recopilatorios
- Balance 005 (2003) - James Holden : Disc 1 11-Outhouse (Fluffy mix), 12-Outhouse (Original mix)
- Numb Chance (2006) - Elektronische Musik: Interkontinental 5 - Traum Schallplatten

### Colaboraciones
- Lava Flow (collaboration with Milky Globe) (2006) - LoEB